# Irvingia gabonensis
Espèce
Synonymes
- Irvingia barteri Hook. f.[2]
- Irvingia barteri Hook.f.[1]
- Irvingia caerulea Tiegh.[1]
- Irvingia duparquetii Tiegh.[1]
- Irvingia erecta Tiegh.[1]
- Irvingia fusca Tiegh.[1]
- Irvingia griffonii Tiegh.[1]
- Irvingia hookeriana Tiegh.[1]
- Irvingia laeta Tiegh.[1]
- Irvingia pauciflora Tiegh.[1]
- Irvingia tenuifolia Hook.f.[1]
- Irvingia velutina Tiegh.[1]
- Mangifera gabonensis Aubry-Lecomte ex O'Rorke[1],[2],[3]

Statut de conservation UICN

 NT  : Quasi menacé
Répartition géographique
Irvingia gabonensis, communément appelé manguier sauvage ou dika, et Irvingia wombolu sont des espèces de plantes à fleurs du genre Irvingia et de la familles des Irvingiaceae. Ce sont des arbres africains portant des fruits comestibles semblables à la mangue qui sont particulièrement appréciés pour leurs noix oléagineuses et riches en protéines.

## Description
La première espèce à être décrite pour la première fois le fut par le Dr O'Rorke en 1857.
L'arbre peut atteindre les 50 m de hauteur et 2½ m de diamètre et a une écorce de couleur grise.
Écologie :
- Sempervirent dense en forêt tropicale sur sol sec.
- En forêt de feuillus mixtes.
- Supporte des climats plus secs qu'Irvingia excelsa.
- Entre 200 et 1 000 m d'altitude.

## Autres noms
La mangue sauvage est aussi connue sous les noms suivants :
- mangue sauvage, mangue africaine, mangue brousse ou dika[4]
- african mango en anglais
- bobo en Sierra Leone
- boboru ou wanini en Côte d'Ivoire
- meba ou mueba au Zaire
- oro, oba[n 1] ou ogbono au Nigeria
- andok en ewondo
- bush mangolo par les bangangtés (Bamileke)
- mwiba ou ndoka en bassa
- en’doé ou ando’o en bulu
- ando en mvaï
- nouak ou pékié en maka
- njaka en douala
- Pékié en baka (langue des pygmées bibaya)
- besay en kenyang (par les Banyang)
- odika[n 1] en myènè (Gabon)
- ndimba en téké
- ndok en fang

## Utilisation

### Nourriture

#### Fruit

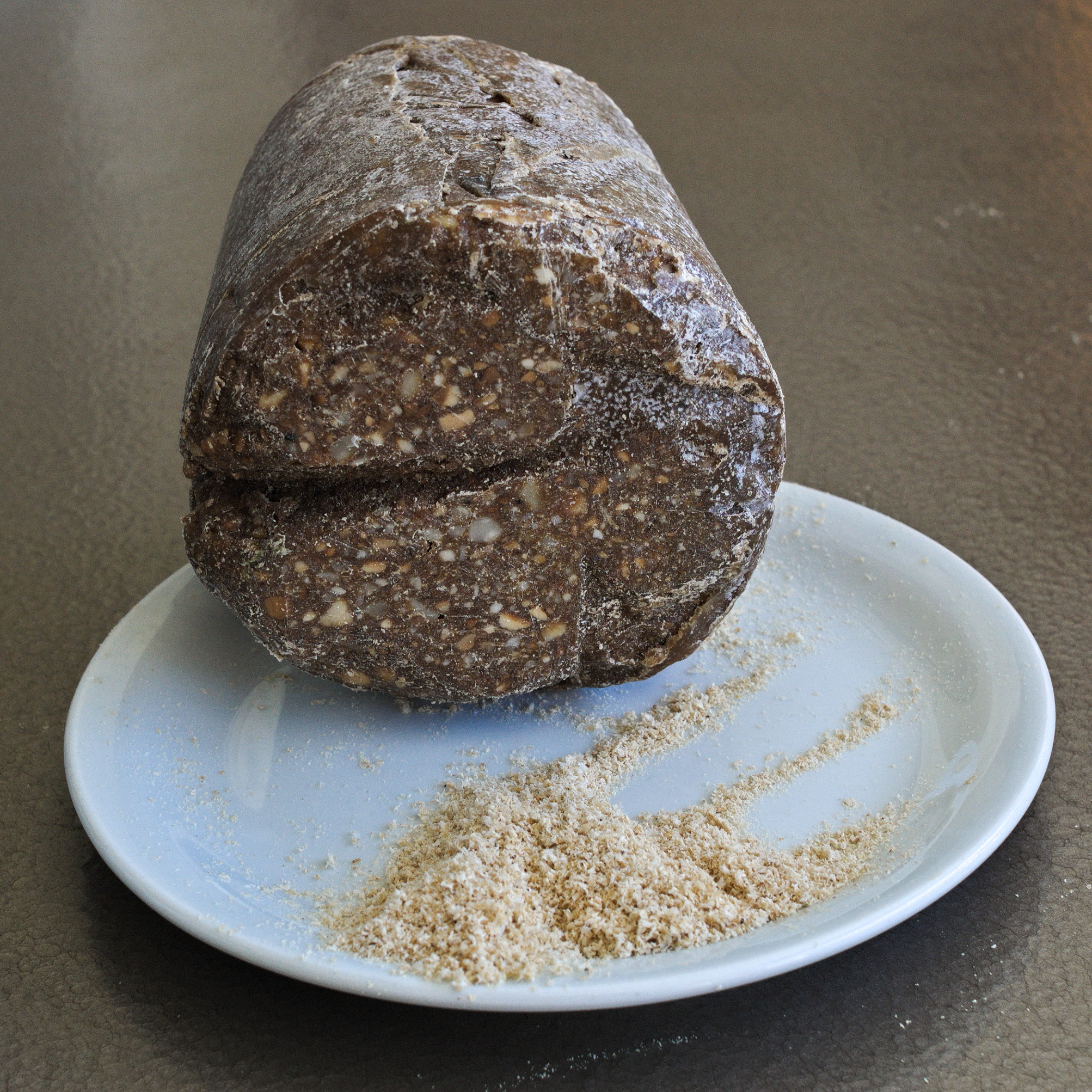
Ndo'o (en pain).

Les fruits de l’I. gabonensis sont "sucrés", pèsent environ 200 g et sont produits de juin à août alors que ceux de l’I. wombolu sont amers, pèsent environ 85 g et sont produits de janvier à mars.
Les humains mangent les fruits frais, conduisant à l'abus de langage, de la "mangue sauvage".
Les fruits sont transformés en gelée, confiture, jus et parfois même du vin.
La pâte a également été utilisée pour préparer la teinture noire pour la coloration de tissu.

#### Graine
La coque de la graine doit être ouverte pour accéder à l'endosperme.
Les graines, appelées aussi "noix dika", sont consommées crues ou grillés.
La plupart du temps cependant, elles sont pilées dans une pâte similaire au beurre d'arachide.
Les graines peuvent être pressées pour produire une huile comestible (solide à température ambiante) ou de margarine utilisée pour la cuisson.
L'huile peut également être traitée pour être intégrée à des savons ou produits cosmétiques.
Le tourteau peut être utilisé comme aliment pour le bétail ou comme agent épaississant pour la soupe.
Les graines peuvent être broyées ou écrasées et utilisées comme épaississant et agent aromatisant dans les soupes et les ragoûts.
Elles peuvent également être transformées en un résidu appelé "pain d'o'dika" pour la conservation.